# 那覇市立城西小学校
那覇市立城西小学校（なはしりつ じょうせいしょうがっこう）は、沖縄県那覇市首里真和志町1丁目にある公立小学校。

## 沿革
- 1886年（明治19年）12月8日 - 首里小学校女子教場として創立。
- 1888年（明治21年）1月1日 - 首里尋常小学校女子部と改称。
- 1900年（明治33年）4月 - 新校舎落成。
- 1903年（明治36年）4月5日 - 首里尋常高等小学校女子部より独立し、首里女子尋常高等小学校と改称。
- 1907年（明治40年）12月8日 - 附属図書館開館式挙行。
- 1923年（大正12年）4月1日 - 首里第二尋常高等小学校と改称。
- 1926年（大正15年）5月3日 - 沖縄県女子師範学校附属小学校に代用される（昭和9年3月まで）。
- 1936年（昭和11年）12月8日 - 創立50周年記念式典挙行。
- 1941年（昭和16年）4月1日 - 国民学校令により、首里第二国民学校と改称。
- 1946年（昭和21年）4月1日 - 城西初等学校と改称。
- 1947年（昭和22年）
  - 4月1日 - 六・三・三制スタート。
  - 12月2日 - 北部の明治山に校舎資材初出し隊派遣。
- 1950年（昭和25年） -  瓦葺き24教室完成。
- 1952年（昭和27年）2月28日 - 琉球教育法実施により、城西小学校と改称。
- 1955年（昭和30年）12月12日 - ブロック建て教室完成。
- 1964年（昭和39年）12月29日 - 校門竣工、各教室への給水施設完成。
- 1966年（昭和41年）
  - 7月 -  首里学校給食センターにより、完全給食実施。
  - 10月7日 - 校歌制定。
  - 12月8日 - 創立80周年記念式典挙行。
- 1972年（昭和47年）
  - 5月15日 - 沖縄の本土復帰により、那覇市立城西小学校と改称。
  - 7月15日 - 特別教室5教室落成。
- 1975年（昭和50年）7月12日 - 避難用救助袋1号校舎廊下に設置。
- 1977年（昭和52年）
  - 1月12日 - 体育館建築竣工検査。
  - 2月12日 - 創立90周年記念式典挙行し、祝賀会開催。
  - 8月31日 - カラーテレビ設置完成、図書館改装完成。
- 1978年（昭和53年）
  - 2月13日 - 改正学校教育目標樹立。
  - 11月26日 - 第1回PTA運動会開催。
- 1979年（昭和54年）1月23日 - 5号校舎増改築検査。
- 1983年（昭和58年）2月25日 - タイムカプセル埋設式挙行。
- 1984年（昭和59年）4月3日 - 校舎増改築起工式挙行。
- 1985年（昭和60年）
  - 3月2日 - 新校舎赤瓦へのサイン会開催。
  - 8月17日 - 新校舎へ教室移動。
- 1986年（昭和61年）
  - 2月7日 - 校舎建築第2期工事開始。
  - 9月22日 - 赤瓦へのサイン会開催（1学年と6学年のみ）。
  - 11月29日 - 教室移動（一部は新校舎へ）。これをもって、全校舎完成。
  - 12月8日 - 創立100周年記念式典挙行し、祝賀パレード開催。同日、創立100周年記念切手展を首里郵便局と共同で開催。
- 1987年（昭和62年）
  - 3月 - 単独校給食実施。
  - 10月17日 - 航空写真撮影（新校舎と人文字）。
  - 12月5日 - 創立100周年記念式典挙行し、祝賀会と記念像除幕式を開催。
- 1989年（平成元年）
  - 3月28日 - 環境整備事業竣工（東屋15棟、土作り小屋、龍潭側フェンスと通用門）。
  - 7月24日 - 扇風機取り付け工事（5学年と6学年教室）。
- 1990年（平成2年）7月4日 - 地域PTA発足。
- 1991年（平成3年）7月19日 - 図書館にクーラーを設置。
- 1992年（平成4年）9月12日 - 学校週五日制による休業スタート。
- 1993年（平成5年）10月1日 - 職員室と事務室にクーラー設置。
- 1995年（平成7年）12月7日 - 創立110周年記念式典挙行し、祝賀会開催。創立110周年記念「子供集会」開催。
- 1997年（平成9年）
  - 8月22日 - 研修室間仕切り工事終了。
  - 10月4日 - 各教室に黒板灯増設。
- 1998年（平成10年）
  - 3月12日 - コンピュータ室にクーラー設置。
  - 8月8日 - プール日よけテント取り付け。
  - 10月19日 - この日から10月21日まで、資料室裏の防水工事実施。
- 1999年（平成11年）
  - 7月23日 - 体育館と職員室側の雨避け取り付け工事。
  - 11月9日 - 歴史文化情報センター開き挙行し、活用開始。
- 2000年（平成12年）
  - 3月 - タイムカプセル開封式挙行。
  - 5月14日 - 沖縄サミット子供会議開催（5学年と6学年から7名参加）。
  - 12月16日 - 城西小学校歴史文化情報センター開設祝賀会開催。
- 2002年（平成14年）8月5日 - 特別教室棟改築工事に伴うプレハブ教室工事開始。
- 2003年（平成15年）3月15日 - 新特別教室棟への引っ越し（PTA作業）。
- 2004年（平成16年）5月 - 普通教室照明増設工事開始（翌年3月まで）。
- 2005年（平成17年）
  - 7月22日 - 120周年記念事業として、教育相談室完成。
  - 9月1日 - PTAベルマーク部より、冷水機3台が寄贈される。
  - 9月10日 - 創立120周年緑化フェスタ開催（校門入口花壇・ゴミコンテナ完成）。
- 2006年（平成18年）
  - 4月1日 - 二学期制導入。
  - 11月3日 - 首里文化祭にて創立120周年記念パレード参加。
  - 11月12日 - 創立120周年記念運動会開催。同日、新調校旗贈呈式（120周年記念事業）挙行し、綾門綱引き大会開催。
  - 12月8日 - 創立120周年記念児童式典挙行。
  - 12月10日 - 創立120周年記念式典挙行し、祝賀会開催。
- 2007年（平成19年）
  - 2月15日 - 120周年記念事業として、飼育小屋整備（拡張補修）。
  - 2月28日 - クーラー設置完了（3学年・6学年教室とみどり学級）。
  - 3月5日 - 120周年記念事業として、遊歩道側教材園設置。
- 2008年（平成20年）7月1日 - 防犯用カメラ作動開始。
- 2009年（平成21年）4月14日 - ゴーヤー棚設置（1学年/2学年中庭）。
- 2010年（平成22年）1月16日 - 全教室に地デジテレビ設置。
- 2012年（平成24年）12月15日 - 城西っ子まつり開催（以後毎年開催）。
- 2014年（平成26年）
  - 7月18日 - 体育館お別れ会開催。
  - 7月19日 - 体育館解体に伴う廃棄備品搬出、幼稚園引っ越し。
- 2016年（平成28年）
  - 12月8日 - 創立130周年児童式典挙行。
  - 12月11日 - 首里公民館にて、創立130周年記念式典挙行し、祝賀会開催。

## 学区
出典
- 首里池端町（全域）
- 首里大中町（全域）
- 首里金城町1丁目（全域）
- 首里金城町2丁目（全域）
- 首里金城町3丁目（全域）
- 首里汀良町1丁目（全域）
- 首里汀良町2丁目（全域）
- 首里汀良町3丁目（1～63番地・ただし、42番地1号は城東小学校の通学区域。）
- 首里当蔵町（全域）
- 首里桃原町（全域）
- 首里真和志町（全域）
- 首里山川町（全域）
- 繁多川4丁目（21番地のみ）
- 字松川（437～451番地、455～458番地、480～485、532～542番地）
- 松川3丁目（16番地、17番地）

## 進学先中学校
出典
- 那覇市立首里中学校 - 下記松城中学校の通学区域を除く地域から通う児童の進学先
- 那覇市立松城中学校 - 首里金城町・首里金城町・繁多川・松川3丁目から通う児童の進学先

## アクセス
- 那覇バス「首里城公園入口」停留所下車後、徒歩。停車系統は次述。
  - 7系統「首里城下町線」
  - 8系統「首里城下町線」
  - 14系統「牧志開南循環線」（左循環・右循環）
  - 17系統「石嶺開南線」
  - 346系統「那覇西原線（鳥堀経由）」

## 周辺
- 那覇市立城西こども園 - 同一敷地内で、かつ進学前こども園のひとつ。
- 首里城公園
  - 首里城
  - レストセンター首里杜館
    - なお、園比屋武御嶽石門と守礼門が、学校に最も近い。
- 沖縄県道49号線 - 学校付近で、首里城公園敷地内を通る。
- 龍潭池
- 沖縄県道29号那覇北中城線
- 沖縄県立芸術大学首里当蔵キャンパス
- こざくら保育園
  - しゅり園
  - こざくら児童クラブ